# August Wimmer
August Marius Nicolai Wimmer (født 26. februar 1872 i Odense, død 19. maj 1937), var en dansk læge og professor.
Wimmer blev Cand.med. i 1897 og tog en alsidig uddannelse i psykiatri og neurologi og blev dr.med. 1902. Fra 1905-10 var han første reservelæge på Kommunehospitalet i København, fra 1912-19 overlæge og direktør for Sankt Hans Hospital og fra 1920 overlæge på Kommunehospitalets sjette afdeling og professor i psykiatri ved Københavns Universitet.

## Udvalgt bibliografi
- Evolutiv paranoia. Bidrag til forrykthedslæren (1902, akademisk afhandling)
- Degenererede børn (1909)
- Hukommelsestab og "dobbeltbevidsthed" (1918)
- Om besættelse (1924)
- Speciel Klinisk Psykiatri – for Studerende og Læger (1936)